# Джорджо Агамбен
Джорджо Агамбен (на италиански: Giorgio Agamben) е италиански философ.

## Биография
Роден е на 22 април 1942 година в Рим, Италия. Завършва юридическия факултет на Римския университет „Ла Сапиенца“. Научните му интереси постепенно се изместват от юриспруденцията към философията.
През 1964 г. изиграва ролята на апостол Филип във филма на Пиер Паоло Пазолини „Евангелието по Матея“, приятел е на Елса Моранте, Алберто Моравия, Ингеборг Бахман. Превежда от испански (Сан Хуан де ла Крус) и френски (Алфред Жари, сюрреалистите) на италиански. Дисертацията на Агамбен е посветена на Симон Вайл.
Участва в два семинара на Мартин Хайдегер през 1966 и 1968 г. Работейки в Париж, често се среща с Пиер Клосовски и Итало Калвино. През 1974 – 1975 г. е на стаж в Института Варбург при Франсис Йейтс. Влиянието на Хайдегер по-нататък е уравновесено от въздействието на съчиненията на Валтер Бенямин, които Агамбен превежда и издава в Италия. Сред другите мислители, повлияли на Агамбен, е Якоб Таубес, неговите изследвания за есхатологическото време и месианизма в културата на Запада.
Агамбен преподава в университета IUAV във Венеция, Международния колеж по философия (Collège International de Philosophie) в Париж и Европейското висше училище (European Graduate School) в Заас-Фее, Швейцария; по-рано е бил преподавател в университета на Мачерата и в университета на Верона, Италия. Като гост професор е канен в различни американски университети – от Калифорнийския университет в Бъркли до Северозападния университет в Еванстън, но и в Европа – в Университета „Хайнрих Хайне“ в Дюселдорф.
Преподава в САЩ, Франция, Германия.

## Произведения
Публикуваната в 1995 г. книга Homo Sacer Агамбен доразвива в следващите двадесет години, като я превръща в свой магнум опус, достигащ в пълния си обем над 1300 страници. Агамбен сравнява устройството на съвременното общество с концлагер. Като първообраз на съвременния човек той взима едно понятие от римското право – homo sacer („свещения човек“): престъпникът, когото обществото не може да принесе в жертва, но може безнаказано да убие.
Есето му от 1990 г. „Общността, която идва“ („La Communita che viene“) е преиздадено с послеслов от 2001 г., който го свързва с проекта Homo Sacer.

## Признание
- Европейска награда за есеистика Шарл Вейон (2006).[5]
- Почетен доктор на Университета във Фрайбург (2012).[6]
- Награда „Д-р Леополд Лукас“ на Тюбингенския университет (2013).

### Произведения
- Homo Sacer. Edizione integrale (1995 – 2015), 2018
  - I. Homo sacer. Il potere sovrano e la nuda vita, 1995
Homo sacer: суверенната власт и оголеният живот. София: ИК „Критика и хуманизъм“, 2004 ISBN 954-587-104-0
  - II,1. Stato di eccezione, 2003
Homo sacer II: извънредното положение, София: Критика и хуманизъм, 2019 ISBN 978-954-587-226-6
  - II,2. Stasis. La guerra civile come paradigma politico, 2015
  - II,3. Il sacramento del linguaggio. Archeologia del giuramento, 2008
  - II,4. Il regno e la gloria. Per una genealogia teologica dell'economia e del governo, 2009
  - II,5. Opus Dei. Archeologia dell'ufficio, 2012
  - III. Quel che resta di Auschwitz. L'archivio e il testimone, 1998
  - IV,1. Altissima povertà. Regole monastiche e forma di vita, 2011
  - IV,2. L'uso dei corpi, 2014 5
 Homo sacer IV.2: Употребата на телата, София: Критика и хуманизъм, 2024, ISBN: 9789545872563
- L'uomo senza contenuto, 1970
- Stanze. La parola e il fantasma nella cultura occidentale, 1977 (включва: «Prefazione», «I fantasmi di Eros», «Nel mondo di Odradek. L'opera d'arte di fronte alla merce», «La parola e il fantasma. La teoria del fantasma nella poesia d'amore del '200», «L'immagine perversa. La semiologia dal punto di vista della Sfinge»)
- Infanzia e storia: Distruzione dell'esperienza e origine della storia, 1978 (включва: «Infanzia e storia. Saggio sulla distruzione dell'esperienza», «Il paese dei balocchi. Riflessioni sulla storia e sul gioco», «Tempo e storia. Critica dell'istante e del continuo», «Il principe e il ranocchio. Il problema del metodo in Adorno e in Benjamin», «Fiaba e storia. Considerazioni sul presepe», «Programma per una rivista»)
- Il linguaggio e la morte: Un seminario sul luogo della negatività,1982
- La fine del pensiero, 1982
- Idea della prosa (1985
Идеята за проза, София: Критика и хуманизъм (2020) ISBN 978-954-587-231-0
- La comunità che viene (1990).
- Bartleby, la formula della creazione, 1993[7] (съдържа: Gilles Deleuze, Bartebly o la formula trad. Stefano Verdicchio; G. Agamben, Bartebly o della contingenza: Lo scriba o della creazione, La formula o della potenza, L'esperimento o della decreazione»)
- Mezzi senza fine. Note sulla politica, 1996 (съдържа: «Avvertenza», «I: Forma-di vita, Al di là dei diritti dell'uomo, Che cos'è un popolo?, Che cos'è un campo?», «II: Note sul gesto, Le lingue e i popoli, Glosse in margine ai Commentari sulla società dello spettacolo, Il volto», «III: Polizia sovrana, Note sulla politica, In questo esilio. Diario italiano 1992-94»)
- Categorie italiane. Studi di poetica, 1996, ново преработено и допълнено издание като Studi di poetica e di letteratura, 2010 (съдържа: «Premessa», «Comedia», «Corn. Dall'anatomia alla poetica», «Il sogno e della lingua», «Pascoli e il pensiero della voce», «Il dettato della poesia», «Disappropriata maniera», «La festa del tesoro nascosto», «La fine del poema», «Un enigma della Basca», «La caccia della lingua», «I giusti non si nutrono di luce», «Il congedo della tragedia»).
- Potentialities: Collected Essays in Philosophy, 1999 (Първа публикация на английски – от Даниел Хелър-Роузън)[8]
- Il tempo che resta. Un commento alla Lettera ai Romani, 2000
- L'aperto. L'uomo e l'animale, 2002
- L'ombre de l'amour, 2003, с Валерия Пиаца
- Profanazioni, 2005 (съдържа: «Genius», «Magia e felicità», «Il Giorno del Giudizio», «Gli aiutanti», «Parodia», «Desiderare», «L'essere speciale», «L'autore come gesto», «Elogio della profanazione», «I sei minuti più belli della storia del cinema»)
- Che cos'è un dispositivo? 2006
- L'amico, 2007
- Ninfe, 2007
- Che cos'è il contemporaneo? 2007
- Signatura rerum. Sul Metodo, 2008 (съдържа: «Avvertenza», «Che cos'è un paradigma?», «Teoria delle segnature», «Archeologia filosofica», «Bibliografia»)
- Nudità, 2009 (съдържа: «Creazione e salvezza», «Che cos'è il contemporaneo?», «K.», «Dell'utilità e degli inconvenienti del vivere fra spettri», «Su ciò che possiamo non fare», «Identità senza persona», «Nudità», «Il corpo glorioso», «Una fame da bue», «L'ultimo capitolo della storia del mondo»)
- Angeli. Ebraismo Cristianesimo Islam, 2009, с Емануеле Коча
- La Chiesa e il Regno, 2010
- La ragazza indicibile. Mito e mistero di Kore, 2010, с Моника Ферано
- Il mistero del male. Benedetto XVI e la fine dei tempi, 2013
- Pilato e Gesù, Roma: Nottetempo, 2013
- Qu'est-ce que le commandement?, 2013
- Il fuoco e il racconto, 2014
- To Whom Is Poetry Addressed?,  2014
- L'avventura, 2015
- Pulcinella ovvero Divertimento per li regazzi, 2015
- Che cos'è la filosofia?, 2016
- Che cos'è reale? La scomparsa di Majorana, 2016
- Autoritratto nello studio, 2017
- Karman. Breve trattato sull'azione, la colpa, il gesto, 2017
- Creazione e anarchia. L'opera nell'età della religione capitalista, 2017
- Il Regno e il Giardino, 2019
- Studiolo, 2019
- A che punto siamo? L'epidemia come politica, 2019
- Quando la casa brucia. Dal dialetto del pensiero, 2020 (включва «Quando la casa brucia», «Porta e soglia», «Lezione nelle tenebre», «Testimonianza e verità»)
- La follia di Hölderlin. Cronaca di una follia abitante (1806-1843), 2021
- Pinocchio. Le avventure di un burattino doppiamente commentate e tre volte illustrate, 2021
- „Защо Роберт Валзер беше и продължава да бъде толкова важен?“, послеслов към: Роберт Валзер, Разходката. София: Издателска къща КХ – Критика и Хуманизъм, 2014, ISBN 9545871795
- Реквием за студентите и др. текстове по повод пандемията, сп. NotaBene

### За Джорджо Агамбен
- Wall, Thomas Carl. Radical Passivity: Lévinas, Blanchot, and Agamben. New York: State University of New York Press, 1999.
- Mesnard P., Kahan C. Giorgio Agamben à l'épreuve d’Auschwitz: témoignages, interprétations. Paris: Éd. Kimé 2001.
- Dominick LaCapra. „Approaching Limit Events: Siting Agamben“. In History in Transit: Experience, Identity, Critical Theory. Ithaca: Cornell University Press, 2004. 144 – 194.
- Norris, Andrew, ed. Politics, Metaphysics, and Death: Essays on Giorgio Agamben’s Homo Sacer. Durham, NC: Duke University Press, 2005.
- Geulen, Eva. Giorgio Agamben zur Einführung. Hamburg: Junius Verlag, 2005.
- Schönknecht H.J. Die Verweigerung der Vernunft: Untersuchungen zum Denken von Friedrich Nietzsche, Giorgio Agamben, Benedetto Croce. Norderstedt: Books on Demand GmbH, 2006.
- Calarco, Matthew and Steven DeCaroli, eds. Giorgio Agamben: Sovereignty and Life. Stanford, CA: Stanford University Press, 2007.
- Ross A. The Agamben effect. Durham: Duke UP, 2007.
- Die gouvernementale Maschine. Zur politischen Philosophie Giorgio Agambens/ Janine Böckelmann, Frank Meier, Hrsg. Münster: Unrast, 2007
- Calarco M., DeCaroli S. Giorgio Agamben: sovereignty and life. Stanford: Stanford UP, 2007
- Mills, Catherine. The Philosophy of Giorgio Agamben. Montreal: McGill-Queen’s University Press, 2009.
- Geulen E. a.o. Hannah Arendt und Giorgio Agamben: Parallelen, Perspektiven, Kontroversen. München: Wilhelm Fink, 2008
- Justin Clemens, Nicholas Heron, and Alex Murray, eds. The Work of Giorgio Agamben: Law, Literature, Life. Edinburgh: Edinburgh University Press, 2008.
- de la Durantaye, Leland. Giorgio Agamben: A Critical Introduction. Stanford, CA: Stanford University Press, 2009.
- Watkin, William. Literary Agamben: Adventures in Logopoiesis. London and New York: Continuum, 2010.
- Zartaloudis, Thanos. Giorgio Agamben: Power, Law and the Uses of Criticism. London and New York: Routledge, 2010.
- Murray, Alex. Giorgio Agamben. London and New York: Routledge, 2010.
- Dickinson, Colby. Agamben and Theology. London and New York: T&T Clark International, 2011.
- Kishik, David. The Power of Life: Agamben and the Coming Politics. Stanford, CA: Stanford University Press, 2011.
- Murray, Alex and Jessica Whyte. The Agamben Dictionary. Edinburgh: Edinburgh University Press, 2011.

### За Агамбен на български език
- Андрю Робинсън, Джорджо Агамбен: Държавата и концентрационният лагер,[9] 5 юни 2019
- Aнтоанета Колева, Извънредното положение – залози: Pro Агамбен, списание „Пирон“, брой 19, „Извънредната 2020“, 26 юни 2020, ISSN 2367 – 7031
- Дарин Тенев, Потенциалност и негативност. Върху една логическа грешка у Агамбен, Литературен вестник, бр. 15/2013
- Нора Голешевска, Джорджо Агамбен: философските рискове от епидемията, списание „Пирон“, брой 19, „Извънредната 2020“, 19 юни 2020, ISSN 2367 – 7031

### Видео лекции
- „Религиозни движения“. Université Paris 8. 8 април 2011. ((fr))
- „Раждането на правилата“. Université Paris 8. 1 април 2011. ((fr))
- „Аз искам, аз заповядвам“. Université Paris 8. 18 февруари 2011. ((fr))
- „За душата“ на Аристотел и разделянето на живота“ European Graduate School. 2009 ((en))
- „Форми на власт“ European Graduate School. 2009 ((en))
- (заедно с Джудит Бътлър). „Айхман, законът и справедливостта“ European Graduate School. 2009 ((en))
- „Проблемът за субективността“ European Graduate School. 2009 ((en))
- „Литургията и модерната държава“ European Graduate School. 2009 ((en))
- „Процесът на субектността при Мишел Фуко“ European Graduate School. 2009 ((en))
- „Литературата и парадоксът на монашеството“ European Graduate School. 2009 ((en))
- „Отношенията между закона и живота“ European Graduate School. 2009 ((en))
- „Генеалогия на монашеството“ European Graduate School. 2009 ((en))
- „Жертвоприношението при литургията“ European Graduate School. 2009 ((en))
- „За съвременността“ European Graduate School. 2007 ((en))
- „Властта и славата“ Centre for the Study of Developing Societies (CSDS). 01/11/2007 ((en))
- „Що е то диспозитив?“ European Graduate School. 2005 ((en))
- „Извънредно положение“ European Graduate School. 2003.
- „Що е то парадигма?“ European Graduate School. 2002. ((en))